# Silicon Alley
Pour les articles homonymes, voir Silicon.
La Silicon Alley est un pendant sur la côte Est de la Silicon Valley, située en plein cœur de Manhattan (New York). Elle est un technopole concentrant des entreprises spécialisées dans Internet, les médias, l'édition, la publicité. L'expression est devenue courante depuis les années 1990.
C'est une technopole mondiale.